# تپه سربند بالا جوب
تپه سربند بالا جوب مربوط به عصر آهن است و در شهرستان گیلانغرب، بخش گواور، دهستان گواور، ۱۵۰۰ متری جنوب غربی روستای باسکله درانبار واقع شده و این اثر در تاریخ ۲۷ اسفند ۱۳۸۶ با شمارهٔ ثبت ۲۲۴۶۸ به‌عنوان یکی از آثار ملی ایران به ثبت رسیده است.